# Montenegro op het Eurovisiesongfestival 2014

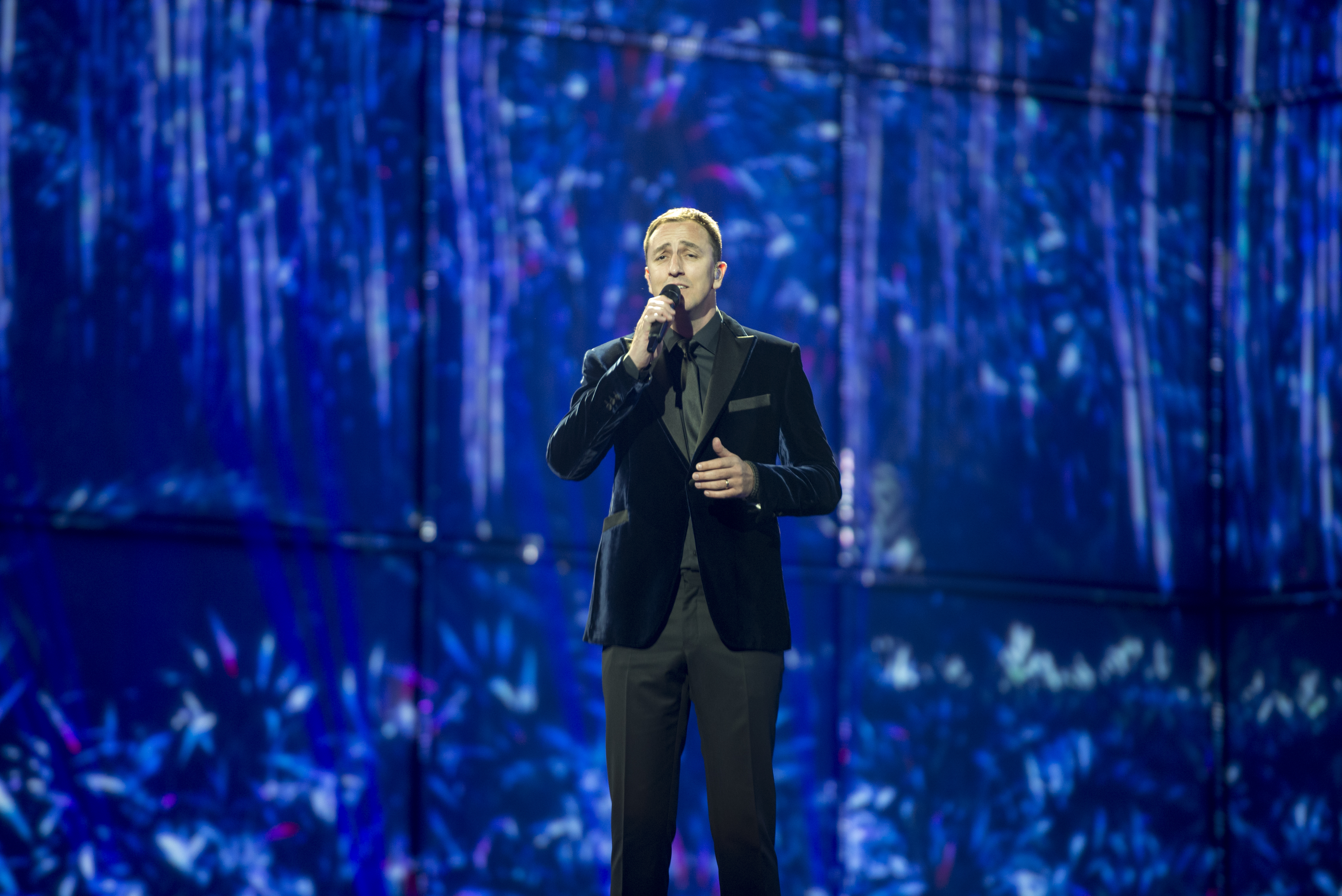
Sergej Ćetković eindigde namens Montenegro op de negentiende plek in Kopenhagen

Montenegro nam deel aan het Eurovisiesongfestival 2014 in Kopenhagen, Denemarken. Het was de 6de deelname van het land op het Eurovisiesongfestival. RTCG was verantwoordelijk voor de Montenegrijnse bijdrage voor de editie van 2014.

## Selectieprocedure
De Montenegrijnse openbare omroep maakte op 25 september 2013 bekend te zullen deelnemen aan de komende editie van het Eurovisiesongfestival. Bijna twee maanden later, op 19 november, werd duidelijk dat RTCG Sergej Ćetković naar Kopenhagen zal sturen. Een jaar eerder meldde hij reeds dat hij was gecontacteerd door de openbare omroep om Montenegro te vertegenwoordigen in Malmö tijdens het Eurovisiesongfestival 2013, maar hier ging hij niet op in. Ćetković zou in Kopenhagen te horen zijn met Moj svijet. Het nummer werd op 9 maart gepresenteerd aan het grote publiek.

## In Kopenhagen
Montenegro moest in Kopenhagen eerst aantreden in de eerste halve finale, op dinsdag 6 mei. Sergej Ćetković trad als vijftiende van zestien acts op, na The Common Linnets uit Nederland en net voor András Kállay-Saunders uit Hongarije. Bij het openen van de enveloppen bleek dat Montenegro zich had weten te plaatsen voor de finale. Het was voor het eerst in de geschiedenis dat Montenegro zich wist te kwalificeren voor de eindstrijd van het Eurovisiesongfestival. Na afloop van de finale werd duidelijk dat Sergej Ćetković op de zevende plaats was geëindigd in de eerste halve finale, met 63 punten. Montenegro kreeg bovendien het maximum van twaalf punten van Albanië.
In de finale trad Sergej Ćetković als achtste van 26 acts aan, net na Aram MP3 uit Armenië en gevolgd door Donatan & Cleo uit Polen. Aan het einde van de puntentelling stond Montenegro op de negentiende plaats, met 37 punten. Montenegro kreeg het maximum van de punten van Armenië en Macedonië.
2007 · 2008 · 2009 · 2010-2011 · 2012 · 2013 · 2014 · 2015 · 2016 · 2017 · 2018 · 2019 · 2020-2021 · 2022 · 2023-2024 · 2025
Albanië · Armenië · Azerbeidzjan · België · Denemarken · Duitsland · Estland · Finland · Frankrijk · Georgië · Griekenland · Hongarije · Ierland · IJsland · Israël · Italië · Letland · Litouwen · Macedonië · Malta · Moldavië · Montenegro · Nederland · Noorwegen · Oekraïne · Oostenrijk · Polen · Portugal · Roemenië · Rusland · San Marino · Slovenië · Spanje · Verenigd Koninkrijk · Wit-Rusland · Zweden · Zwitserland